# Katherine Devlin
Katherine Devlin är en brittisk skådespelare.
Devil har bland annat medverkat i TV-serien Blue Lights. Hon har även medverkat i filmen The Dig.

## Filmografi (i urval)
- 2018 – The Dig
- 2023–2024 – Blue Lights (TV-serie)